# Barcsi-ősborókás
A Barcsi-ősborókás Somogy vármegye egyik védett területe. Korábban tájvédelmi körzet volt, ma a Duna–Dráva Nemzeti Park része. Egy része szabadon látogatható, de vannak olyan fokozottan védett részei, ahova csak engedéllyel lehet belépni.

## Története
Az ősborókás vidékének értékeire Boros Ádám botanikus már 1923-ban felhívta a figyelmet, de az első védett terület kijelölésére csak 1942-ben került sor. Ez az öt részből álló terület, az úgynevezett „Középrigóci-liget” magában foglalta a Rigóc-patak középső szakaszát, valamint a híres Patkó Bandi-fát és a hozzá közel álló, úgynevezett „lant alakú” feketefenyőt. Az ősborókás 34 km²-es területét 1974-ben helyezték védelem alá: ez lett Magyarország negyedik tájvédelmi körzete. 1996-ban ez a státusza megszűnt, mivel a Duna–Dráva Nemzeti Park részévé nyilvánították. A 6-os főút autós pihenőjétől kiindulva egy két kilométeres tanösvényt is kialakítottak a látogatók számára.
2000-ben az ősborókás nagy része leégett, az élővilág jelentős károkat szenvedett. 2014. november 12-én a tájvédelmi körzet alapításának 40. évfordulója alkalmából szakmai előadásokat tartottak és emléktáblát is avattak.

## Leírás és élővilág
A Somogy déli részén, a Dráva partjához közel fekvő terület homokos talajának köszönhetően a kis szintkülönbségek is jelentős eltérést okoznak a talaj vízellátottságában, ezért egymástól igen különböző életközösségek jöttek létre a borókásban. A néhány méterrel magasabb buckák és homokhátak száraz talaján mészkerülő homoki gyepek és csertölgyes-kocsányos tölgyes erdők, a közöttük húzódó mélyedésekben égeres láperdők helyezkednek el, néhol pedig rucaörömös láptavak alakultak ki, amelyekre a zsombékosok és a hínárok a jellemzők. A területen keresztülfolyik a Rigóc-patak, amelyet az 1930-as években felduzzasztottak, halastavak rendszerét képezve ezzel. A Dráva Kisbók nevű holtága szintén a borókáshoz tartozik.
Az ősborókásban mintegy 700 magasabb rendű növényfaj, 230 gerinces állatfaj és 3000 gerinctelen állat él. A borókások a legelőerdős gazdálkodás következményeként jöttek létre, mivel a legelő állatok a szúrós borókákat elkerülték. Miután ez a gazdálkodási forma megszűnt, a terület jó része beerdősült, és bár a borókafákból is maradt számos példány, az új erdőket inkább erdei fenyők, kocsányos tölgyek, csertölgyek, nyírek és rezgő nyárak alkotják. Aljnövényzetükben ökörfarkkóró és kacúros véreslapu is előfordul. A szárazabb homokvidékek leggyakoribb faja az ezüstperje, a juhsóska, az ezüstös hölgymál, az élesmosófű és a homoki pimpó, de jellemzők még a mohák, a zuzmók és az egércsenkesz is. A ritkább és értékesebb növények közé tartozik a fekete kökörcsin, a homoki kocsord, a homoki kökörcsin, a homoki szalmagyopár és a rejtőke.  A nedvesebb területeken tőzegmohatelepek is kialakultak, valamint megél a ritka fűzlevelű gyöngyvessző és a tarajos pajzsika is. A királyharaszt Magyarországon csak itt él.
A rovarok közül a homokfutrinka, a borókacincér, a hangyaleső, a sisakos sáska és az imádkozó sáska emelhető ki, míg a madarak közül a fekete gólya, az erdei pacsirta, a cigányréce, a gémek, a lappantyú, a búbos banka és a darázsölyv. Igen értékes a láptavak mocsáriteknős-állománya.